# Greci (gmina Schitu)
Greci – wieś w Rumunii, w okręgu Aluta, w gminie Schitu. W 2011 roku liczyła 937 mieszkańców.